# Pandur II

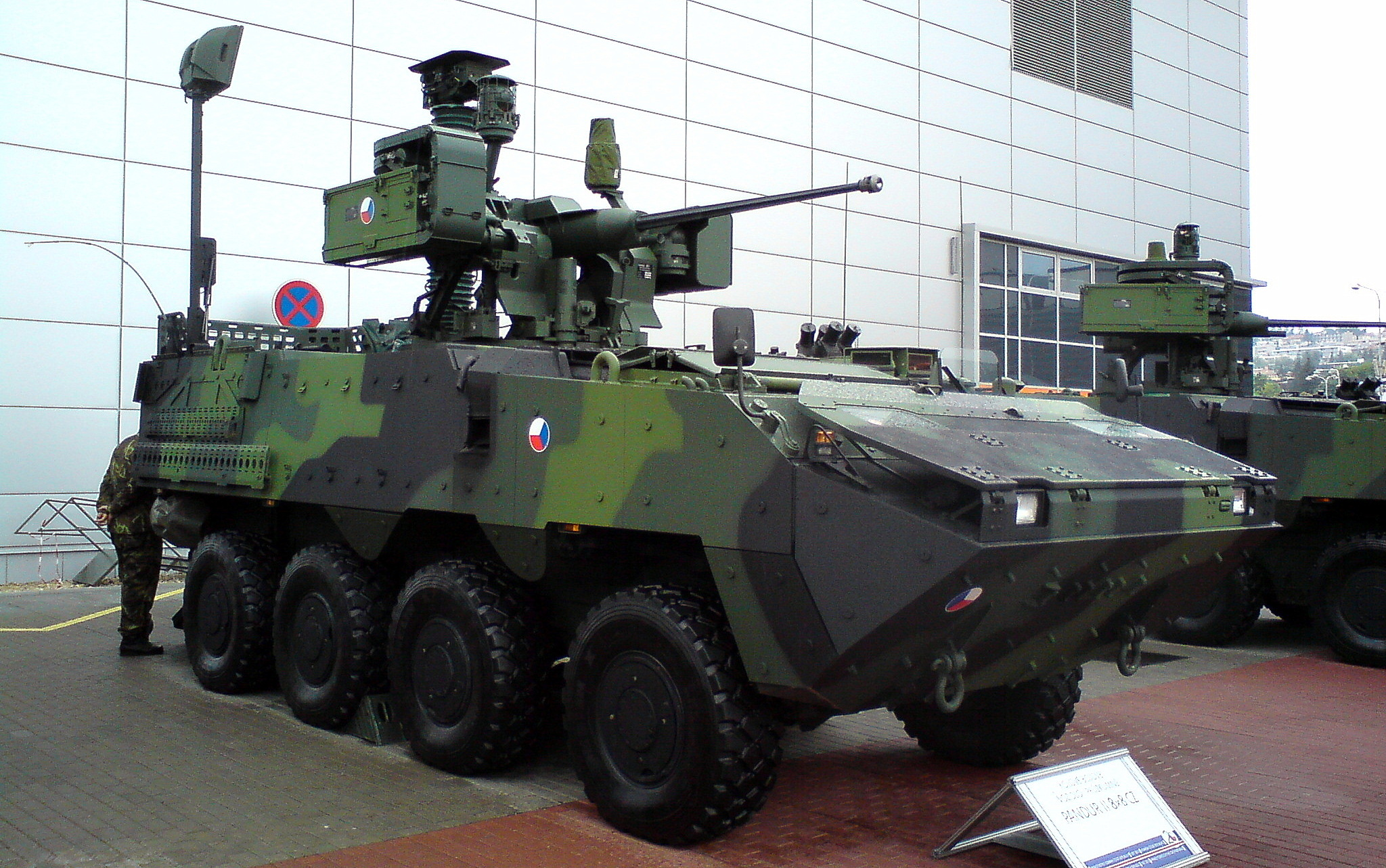
Pandur II

Pandur II — сучасна австрійська багатоцільова колісна бойова броньована машина. Розроблена на базі Pandur I.
Прийнята на озброєння в Австрії, Португалії та Чехії. Розроблена і виробляється австрійською компанією General Dynamics European Land Systems-Steyr GmbH. Для НД Португалії випускається за ліцензією португальською компанією Fabrequipa. Також збирається за ліцензією в Нові-Йічині для НД Чехії. 
Станом на 2012 рік замовлено 359 Pandur II на суму $ 1,114 млрд. У 2008-2011 рр. на експорт було поставлено 140 ББМ на суму $ 511,1 млн. Портфель замовлень на 2012-2015 рр. оцінюється в 219 машин вартістю $ 603 млн.

## Модифікації
Чехія створює на базі Pandur II 5 різних модифікацій (Pandur II M1, машина командира роти, розвідувальна, інженерна та медична машини).

## Галерея

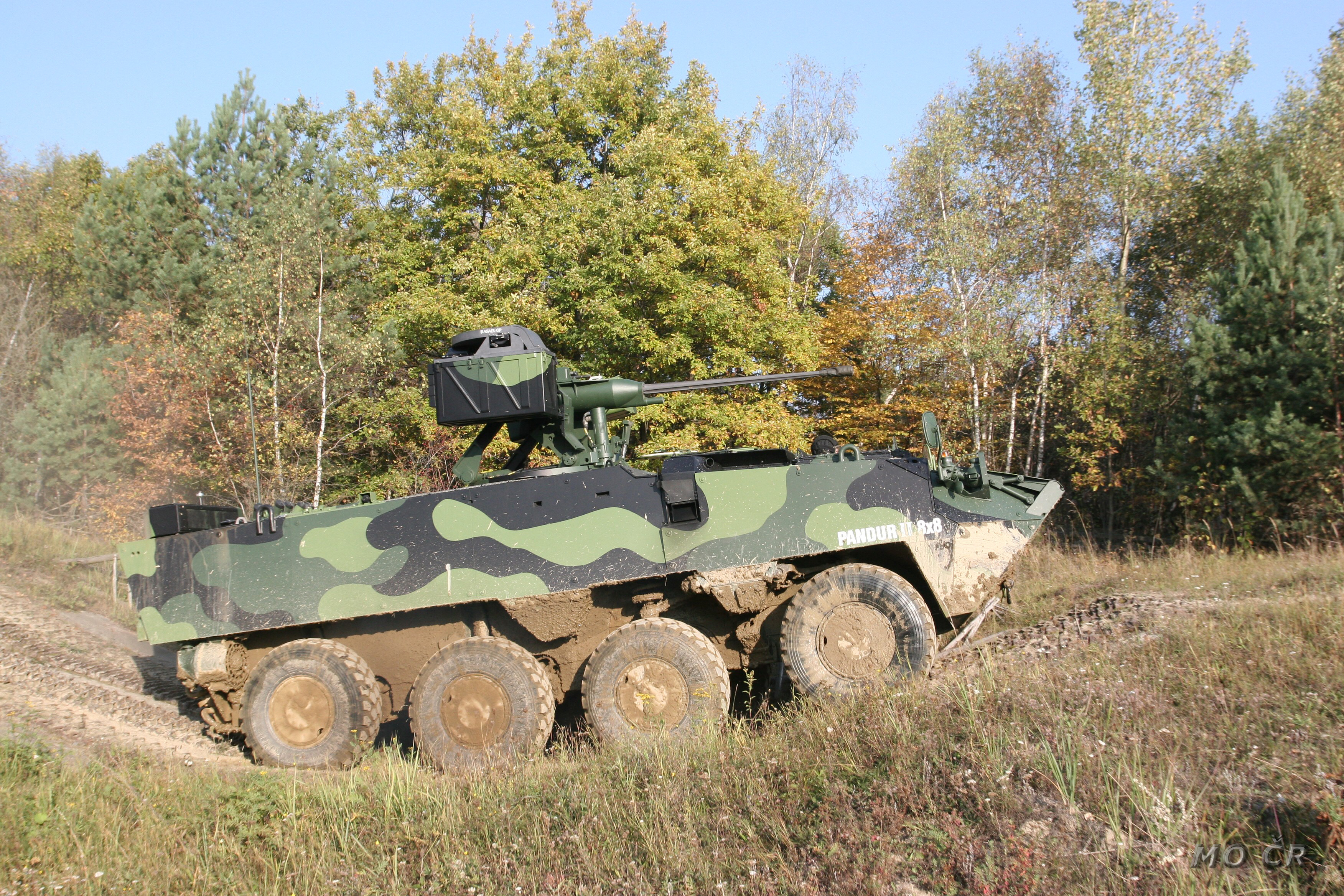
Pandur II з дистанційно керованим модулем RCWS-30 на випробуваннях (Чехія).
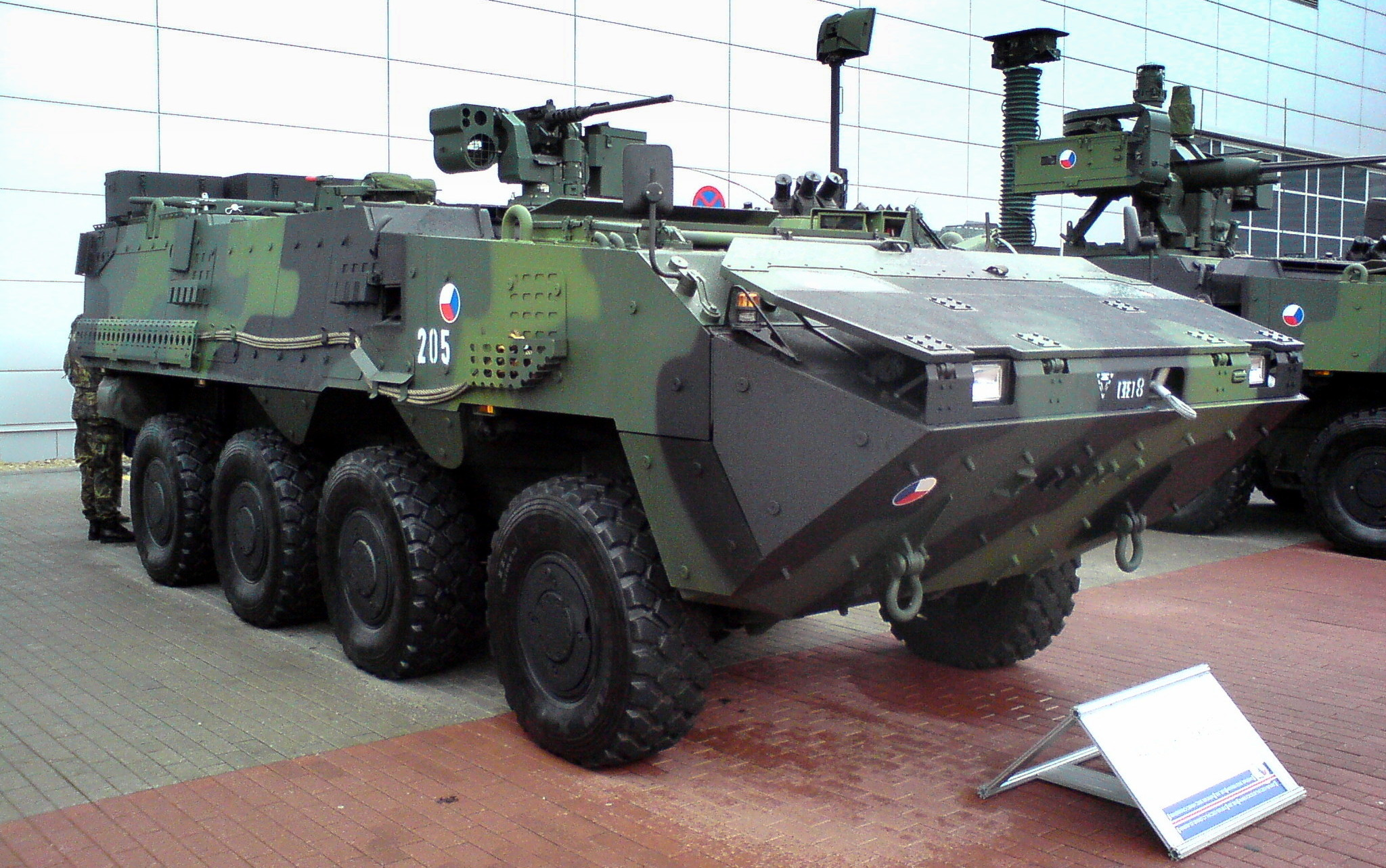
Бронетранспортер збройних сил Чехії.
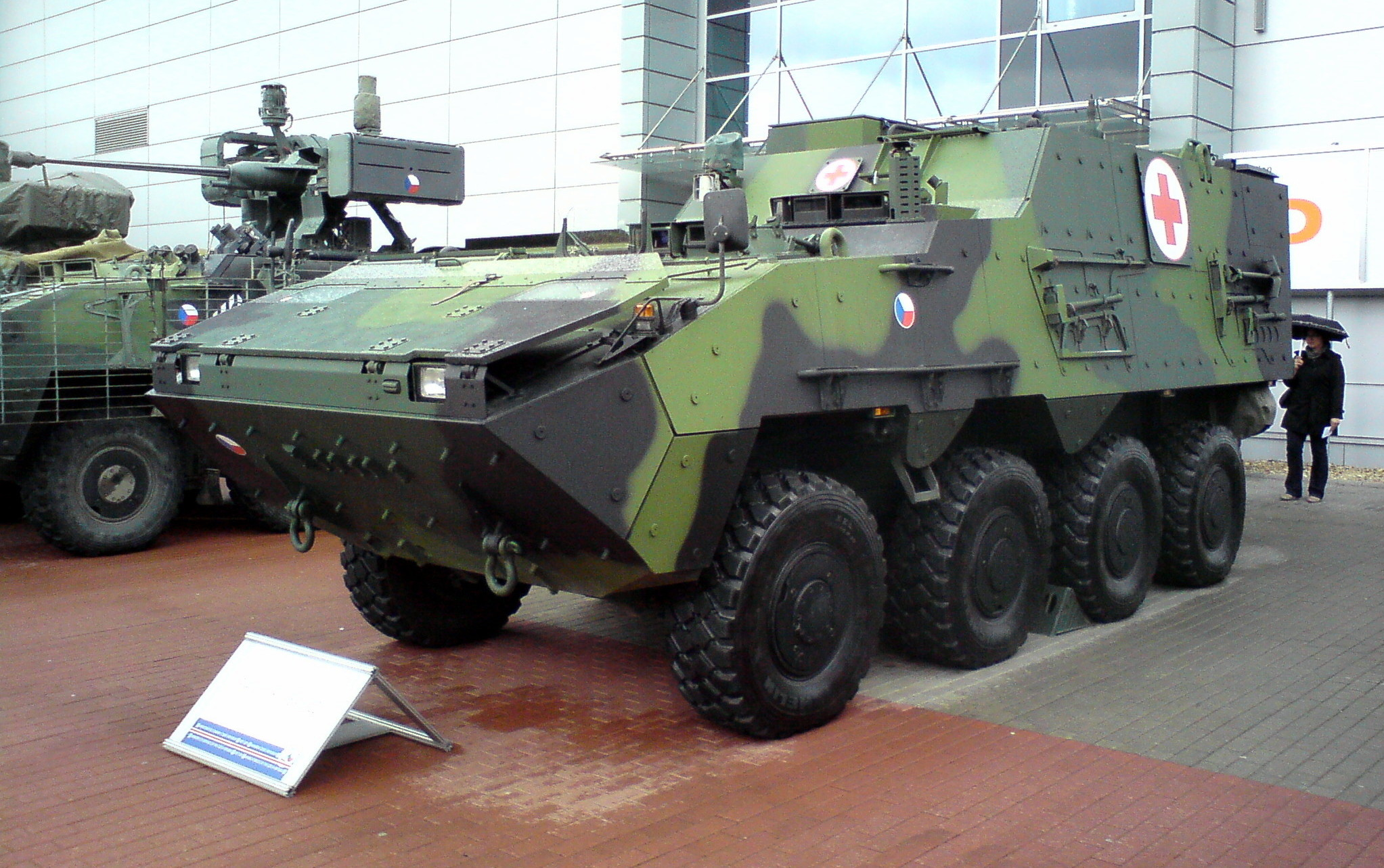
Броньована медична машина (Чехія).
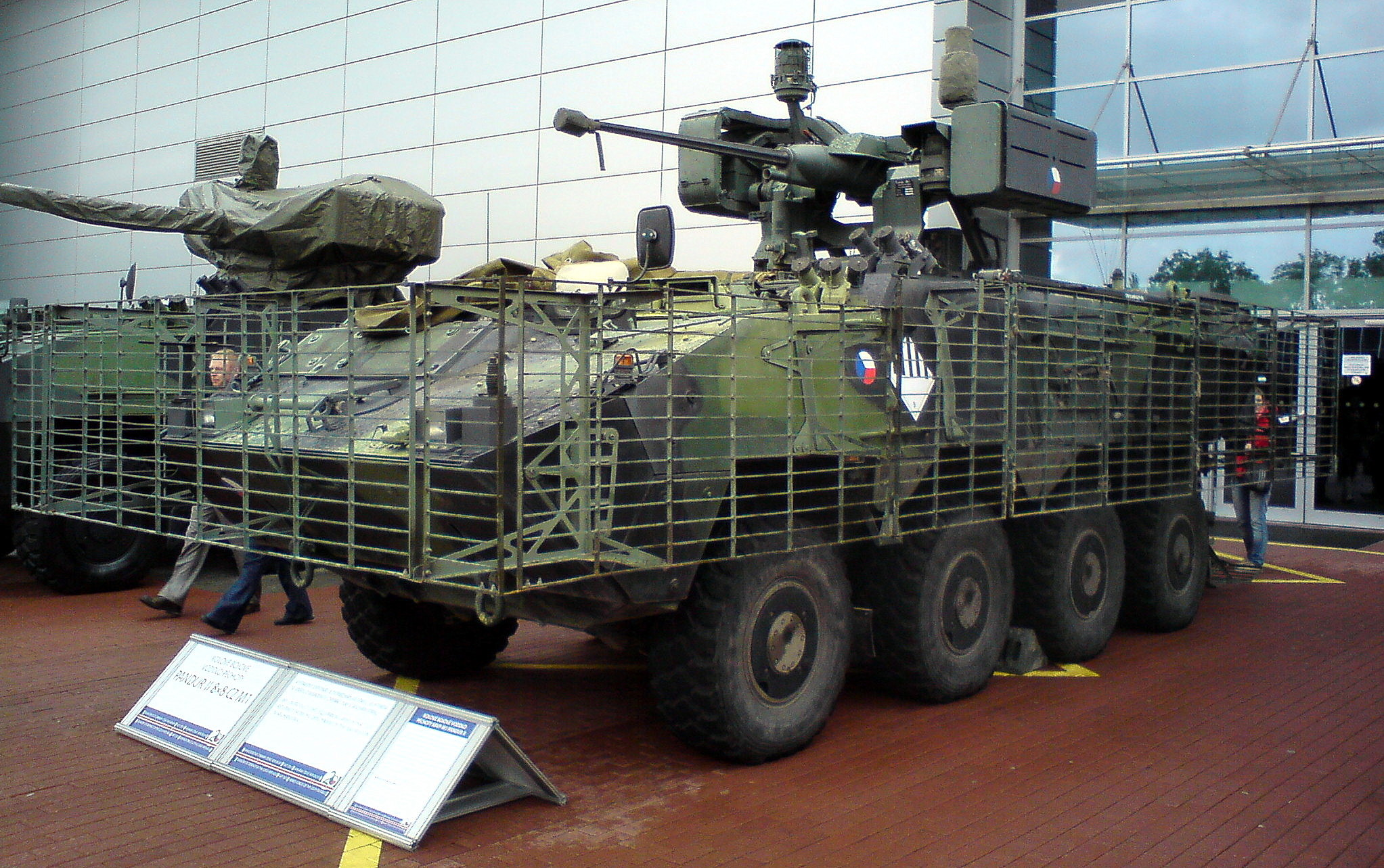
Pandur II KBVP з бронезахисним екраном .
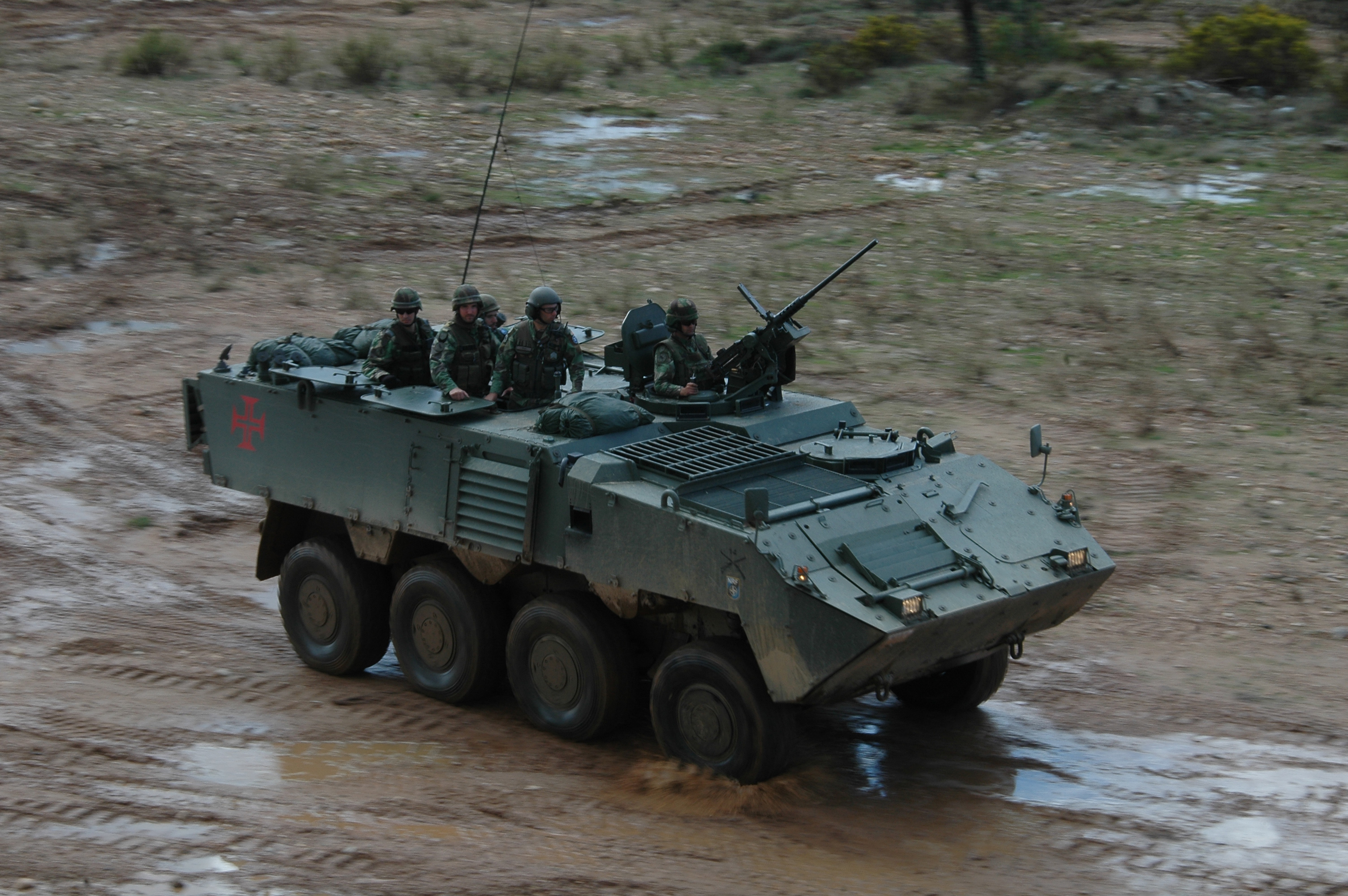
Pandur II португальської армії.
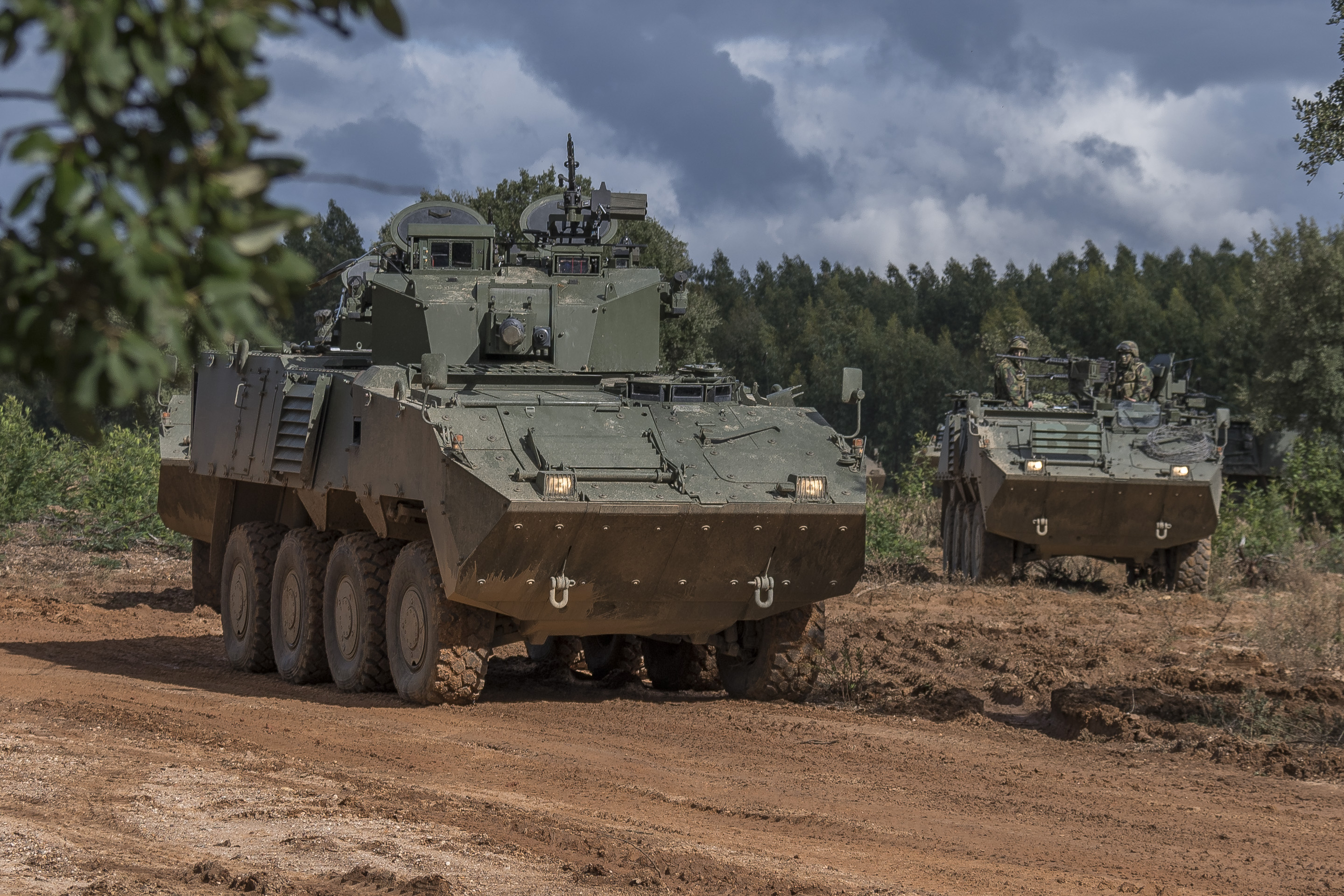
Pandur II португальської армії у варіантах БМП та БТР.